# Atwick
Atwick är en ort och civil parish i Storbritannien.   Den ligger i kommunen East Riding of Yorkshire och riksdelen England, i den sydöstra delen av landet, 270 km norr om huvudstaden London. Atwick ligger 12 meter över havet och antalet invånare är 315.
Terrängen runt Atwick är mycket platt. Havet är nära Atwick åt nordost. Runt Atwick är det ganska tätbefolkat, med 139 invånare per kvadratkilometer. Närmaste större samhälle är Bridlington, 15,9 km norr om Atwick. Trakten runt Atwick består till största delen av jordbruksmark.